# Critonia parviflora
Critonia parviflora là một loài thực vật có hoa trong họ Cúc. Loài này được (Sw.) DC. mô tả khoa học đầu tiên năm 1836.